# 西山野站
西山野站（日语：〔〕／ Nishi-Yamano eki */?）是一個位於鹿兒島縣大口市山野（現時為伊佐市大口山野）的九州旅客鐵道（JR九州）山野線車站。在1988年（昭和63年）2月1日與山野線一同停用。

## 停用前車站結構
- 有一個單式月台1面1線。
- 曾經是有人站，停用前為無人站。
- 曾經有一個站舍，在成為無人站後便除去。另外有一個候車室。

## 歷史
- 1935年（昭和10年）12月20日：開始營業[1]。
- 1945年（昭和20年）6月20日：暫停營業[1]。
- 1947年（昭和22年）6月1日：再次營業[1]。
- 1963年（昭和38年）5月10日：車站成為無人站[2]。
- 1987年（昭和62年）4月1日：因國鐵分割民營化，本站成為九州旅客鐵道的車站[1]。
- 1988年（昭和63年）2月1日：與山野線一同停用[1]。

## 相鄰車站
九州旅客鐵道
山野線
薩摩布計－西山野－山野

## 注腳
1. 1 2 3 4 5  石野哲（編）.  初版. JTB. 1998-10-01: 705. ISBN 978-4-533-02980-6 （日语）.
2. ↑  . 鐵道公報（日语：鉄道公報） (日本國有鐵道總裁室文書課). 1963-05-07: 7 （日语）.

## 相關項目
- 日本鐵路車站列表